# Maylandia pursa
Maylandia pursa és una espècie de peix de la família dels cíclids i de l'ordre dels perciformes.

## Etimologia
Maylandia fa referència a l'ictiòleg alemany Hans J. Mayland i pursa del llatí pursus (net) pel seu afany de netejar ectoparàsits del cos d'altres peixos.

## Descripció
Fa 6,1 cm de llargària màxima. 17-19 espines i 7-9 radis tous a l'aleta dorsal i 7-8 radis tous a l'anal.

## Reproducció
Boulenger i Konings consideren coespecífica aquesta espècie amb Maylandia livingstonii.

## Alimentació
Menja perífiton i els ectoparàsits adherits a les aletes i escates de Tramitichromis lituris, Protomelas fenestratus i Ctenopharynx pictus.

## Hàbitat i distribució geogràfica
És un peix d'aigua dolça, demersal i de clima tropical, el qual viu a l'Àfrica oriental: els fons sorrencs de la part oriental de la península Nankumba al sud del llac Malawi (Malawi).

## Estat de conservació
Les seues principals amenaces són la sobrepesca i la seua minsa distribució geogràfica.

## Observacions
És inofensiu per als humans. Els mascles són territorials, mentre que les femelles són solitàries o formen petits grups.